# フリードリヒ4世 (ザクセン＝ゴータ＝アルテンブルク公)

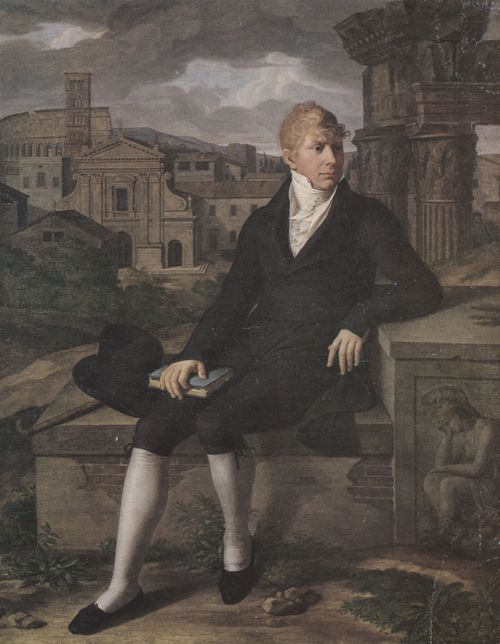
フリードリヒ4世（ゴットリープ・シック画、1806年、フェステ・コーブルク蔵）

フリードリヒ4世（独:Friedrich IV. von Sachsen-Gotha-Altenburg, 1774年11月28日 - 1825年2月11日）は、ザクセン＝ゴータ＝アルテンブルク公（在位：1822年 - 1825年）。

## 生涯
フリードリヒ4世はザクセン＝ゴータ＝アルテンブルク公エルンスト2世と、その妻でザクセン＝マイニンゲン公アントン・ウルリヒの娘であるシャルロッテとの間の三男として生まれた。1788年から1790年にかけて、兄アウグストとともにジュネーヴに留学している。フリードリヒは哲学、国家法、歴史を学んだ。フリードリヒは兄とは違い、控えめでお人好しであり、民衆から好かれていた。また公子は非常に人気のある歌い手でもあった。
下の息子であるフリードリヒは父によって軍人となるよう育てられ、1785年にはオランダ軍に陸軍大佐として入隊した。彼はフランス革命戦争を戦い、1793年には砲弾を受けて重傷を負った。フリードリヒはこの傷に長く苦しめられ、残りの人生をずっと湯治場で過ごすことを余儀なくされ、ついにはこの傷が原因で死ぬことになる。1804年から1810年までフリードリヒはローマで暮らした。教皇ピウス7世は彼にオベリスクのミニアチュールを贈呈している。1814年、フリードリヒはザクセン＝ゴータ＝アルテンブルク家の歴史の中でただ1人、イタリアにおいてローマ・カトリック教会に改宗した。ローマ滞在中、フリードリヒの健康状態は目に見えて回復していった。
フリードリヒはエジプトやオリエント世界に強い関心を持っていた。彼はドイツ人探検家ウルリヒ・ヤスパー・ゼーツェン (en) のオリエント旅行における最大の後援者であった。フリードリヒがイタリアで収集した美術品や古代の遺物は現在、フリーデンシュタイン城 (de) の美術コレクションの一部をなしている。
1822年に兄アウグストが男子を残さずに死ぬと、フリードリヒはフリードリヒ4世としてザクセン＝ゴータ＝アルテンブルク公国の統治者の地位を引き継いだ。傷病のために公国外の湯治場で長く過ごさねばならなかったフリードリヒは、公務を執ることはままならなかった。公国の統治は枢密顧問官のベルンハルト・フォン・リンデナウ (en) が代わりに司った。晩年のフリードリヒは言語能力をほぼ完全に失い、身振り手振りのみで周りと意思疎通をしていた。公爵自身が改宗していることが原因で、フリードリヒの統治は公国に宗教問題（君主と臣民の宗派上の相違の問題）を持ち込むこととなった。フリードリヒ4世の治世中、宮廷では小姓団や近衛隊が解散された。
フリードリヒ4世は3年間統治したのみで、子供もなく死去した。公爵位を継ぐ以前に、末子の手当金 (en) を支給されていなかった彼は結婚もできていなかった。フリードリヒ4世を最後にザクセン＝ゴータ＝アルテンブルク家は断絶した。ザクセン＝ゴータ＝アルテンブルク公国は同じエルネスティン系ヴェッティン家の親戚による分割相続によって消滅し、旧公国の一部から新しくザクセン＝コーブルク＝ゴータ公国が成立した。